# Sink or Swim
Sink or Swin (en español Fregadero o Nada) es el cuarto capítulo de la primera temporada de la serie de televisión estadounidense Men in Trees.

## Definición
Hundirse o Nadar, no "fregar o nadar" expresión que se refiere a aquellas situaciones en las cuales el éxito o el fracaso dependen de uno mismo sin ayuda. 
Ya que Marin ha estado lejos de Nueva York un tiempo, las personas de NY comienzan a olvidarla y empiezan los rumores ella podría estar muerta. Cuándo un anciano de Elmo muere , la ciudad gemela de Elmo rompe sus lazos con el pueblo poco antes de la Nueva Fiesta de Luna, y Marin ve una oportunidad de ser útil encontrando una nueva ciudad gemela para Elmo.
- Datos: Q6129345